# Сиргова
Си́ргова (эст. Sirgova), ранее Си́ркова (эст. Sirkova) — деревня в волости Сетомаа уезда Вырумаа, Эстония. Исторически относится к нулку Вааксаары.
До административной реформы местных самоуправлений Эстонии 2017 года входила в состав волости Меремяэ (упразднена).

## География и описание
Расположена на юго-востоке Эстонии, у российско-эстонской границы. Расстояние от деревни до уездного центра — города Выру —  29 километров, до волостного центра — посёлка Вярска — 28 километров. Высота над уровнем моря — 186 метров.
Климат переходный от морского к континентальному. Официальный язык — эстонский. Почтовый индекс — 65335.

## Население
По данным переписи населения 2021 года, в Сиргова насчитывалось 5 жителей, все — эстонцы.
По данным переписи населения 2011 года, в  деревне  проживали 4 человека, все — эстонцы (сету в перечне национальностей выделены не были).
Численность населения деревни Сиргова по данным переписей населения:
| Год  | 1959 | 1970 | 2000 | 2011 | 2021 |
| ---- | ---- | ---- | ---- | ---- | ---- |
| Чел. | 65   | ↘ 30 | ↘ 10 | ↘ 4  | ↗ 5  |

## История
В письменных источниках 1859 года упоминается Sirgowa, 1904 года — Sirgova, Ши́рково, примерно 1920 года — Širkova, 1970 года — Sirkova.
На военно-топографических картах Российской империи (1866–1867 годы), в состав которой входила Лифляндская губерния, деревня обозначена как Ширкова.
В XIX веке деревня входила в общину Голинское (эст. Koolina kogukond) и относилась к Паниковскому приходу (эст. Pankjavitsa kogudus). В 1882 году рядом с деревней Ширково находила пустошь Ширково (Настки).
Северо-восточная часть деревни Сиргова — это бывшая деревня Варысты (эст. Varõstõ, рус. Большие Горенки); в 1977 году, в период кампании по укрупнению деревень, была объединена с Сиргова. В 1977–1997 годах Сиргова была частью деревни Куйгы (Горенка).

## Происхождение топонима
Основой эстонского названия деревни Sirgova могут быть слова ′sirk : sirgu′ («кузнечик»; «птица») или ′tsirk′ («птица»). Sirgova можно сравнить с топонимами в Лапландии Sirkjávri, Sirkjaur и Sirkkis, в Карелии — Sirkilä, в Ингерманландии — Sirkutsa и Sirkkova.  
Топоним Ширково распространён в России, также как и фамилия Ширков. 

## Комментарии
1. ↑  Эстонские топонимы, оканчивающиеся на -а, не склоняются и не имеют женского рода (исключение — Нарва)[8].